# Jean-Baptiste Forest
Pour les articles homonymes, voir Jean Forest et Forest.
Jean-Baptiste Forest, né le 5 juin 1635 à Paris et mort le 17 mars 1712 dans la même ville, est un peintre paysagiste et marchand d'art français.

## Biographie
Jean-Baptiste Forest est né le 5 juin 1635 à Paris.
Il est initié très jeune à l’art de la peinture par son père, Pierre Forest. Il se perfectionne ensuite en Italie, principalement dans l’atelier de Pier Francesco Mola, peintre d’histoire et de paysages. À son retour en France, il passe par la Provence et la Franche-Comté réalisant de nombreux dessins. Il est admis à l'Académie en 1674, mais ne peut y accéder qu’en 1699 en raison de sa confession protestante. Marié à la sœur de Charles de La Fosse, il a deux filles dont l'ainée, Marie-Élisabeth, épouse Nicolas de Largillierre le 14 septembre 1699. Il passe les dernières années de sa vie à faire commerce de tableaux et dessins de grands maîtres, « dans lesquels il avait acquis une parfaite connaissance. »
Il meurt le 17 mars 1712 à Paris.

## Œuvres
Jean-Baptiste Forest expose trois paysages au Salon de 1704.

## Galerie

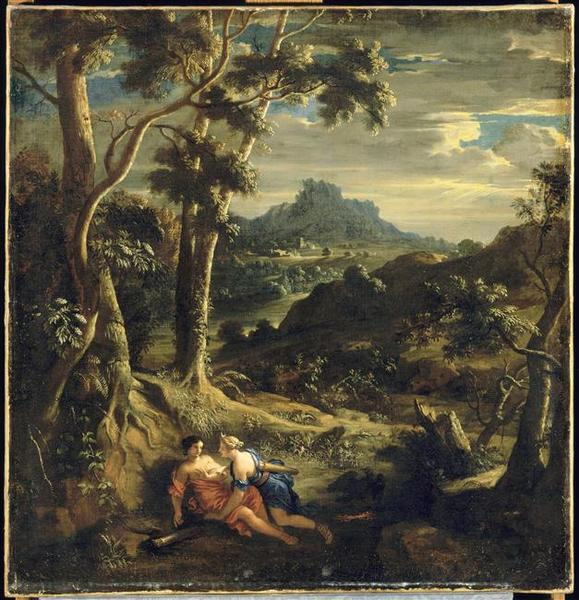
Attribué à Jean-Baptiste Forest, Jupiter et Callisto, Dijon, musée Magnin[5].